# Karol Teodor Wittelsbach
Karol Teodor Wittelsbach, niem. Carl Theodor Herzog in Bayern (ur. 9 sierpnia 1839 w Possenhofen, zm. 30 listopada 1909 w Kreuth) – książę Bawarii, okulista.

## Życiorys
Syn księcia Maksymiliana Bawarskiego i księżniczki Ludwiki Bawarskiej. Jego siostrami były: cesarzowa Austrii Elżbieta Bawarska, Maria Zofia Bawarska, żona Franciszka II, króla Obojga Sycylii oraz Helena Karolina Wittelsbach, nazywana w rodzinie „Nene”.

### Dzieciństwo i młodość
Karol Teodor w rodzinnym gronie nazywany Gackl (Kogucik) był człowiekiem wesołej natury, ulubionym synem swojej matki. Najbliższe stosunki spośród rodzeństwa łączyły go z siostrą Elżbietą, z którą spędzał wiele czasu na grach i zabawach. Już w bardzo młodym wieku zaczął wykazywać wszechstronne zainteresowania. Miał talent do wszystkiego, czego tylko się dotknął. Łatwo uczył się języków, celował w nauce, posiadał muzyczne uzdolnienia. Grał na fortepianie i skrzypcach. Podobnie jak pozostałe rodzeństwo, dobrze jeździł konno i był doskonałym myśliwym. Miał zamiłowanie do różnych dyscyplin sportowych, zwłaszcza sportów wodnych.

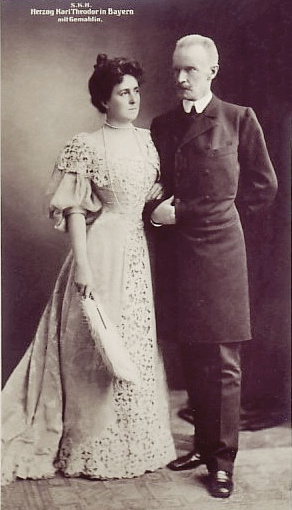
Książę Karol Teodor z małżonką

### Kariera wojskowa i dalsze losy
Karol Teodor w wieku 14 lat wstąpił do armii bawarskiej. Zgodnie z życzeniem matki służył jako porucznik w czwartym pułku lekkiej kawalerii niedaleko domu. Po czterech latach służby, w której faktycznie nie uczestniczył, został przeniesiony do trzeciego pułku królewskiej artylerii. Awansowany na oficera zapoznawał się ze sztuką wojenną, studiując taktykę i strategię. Po zakończeniu służby studiował na Uniwersytecie Ludwika i Maksymiliana w Monachium, gdzie ukończył studia medyczne w 1880. Obronił doktorat. Słuchał wykładów profesora Arlta w Wiedniu oraz profesora Hornera w Zurychu. Praktykował w Monachium, Tegernsee i Merano. W 1875 został honorowym członkiem Bawarskiej Akademii Nauk.

### Medycyna
Karol Teodor został lekarzem z powołania. Początkowo wśród profesorów wyższych uczelni, w których kształcił się książę przeważała opinia, że podjął studia z nudów, aby robić coś dla zabicia czasu. Pracowitość, sumienność i samodyscyplina księcia wkrótce kazały zweryfikować ten pogląd. Noce i dnie poświęcał na naukę i działalność naukową. Pracował w szpitalu w Monachium, a jednocześnie przyjmował ubogich pacjentów. Prowadził badania. Opublikował studium pt. Badania akumulacji leukocytów w korze mózgu.
W 1895 otworzył w Monachium prywatną klinikę okulistyczną. Przeprowadził w niej 5000 operacji.

## Małżeństwa i potomstwo
11 lutego 1865 ożenił się z Zofią Wettyn, córką króla Saksonii Jana i Amelii Wittelsbach. Mieli jedną córkę, Amelię (1865–1912). Zofia zmarła 9 marca 1867.
28 kwietnia 1874 ożenił się z Marią Józefą Bragancą, córką króla Portugalii Michała I i Adelajdy. Para miała pięcioro dzieci:
- Zofię (1875–1957)
- Elżbietę Gabrielę (1876–1965), późniejszą królową Belgów
- Marię Gabrielę (1878–1912), późniejszą żonę księcia Rupperta, pretendenta do tronu Bawarii, Anglii i Szkocji
- Ludwika (1884–1968)
- Franciszka (1888–1912)